# آرتور کنواتس
آرتور کنواتس (انگلیسی: Arthur Knautz; ۲۰ مارس ۱۹۱۱ – ۶ اوت ۱۹۴۳) بازیکن هندبال اهل آلمان بود.